# Scymnus auritus
Scymnus auritus é uma espécie de insetos coleópteros polífagos pertencente à família Coccinellidae.
A autoridade científica da espécie é Thunberg, tendo sido descrita no ano de 1795.
Trata-se de uma espécie presente no território português.